# Óscar Nicolás López
Óscar Nicolás López (nacido el 9 de mayo de 1958 en San Lorenzo, Paraguay) es un ex-futbolista paraguayo. Jugaba de centrocampista y su primer club fue Sportivo Luqueño.

## Carrera
Comenzó su carrera en 1975 jugando para el Sportivo Luqueño. Jugó para el club hasta 1977. En ese año se fue a España para formar parte de las filas del AD Almería, en donde estuvo hasta 1980. En 1981 se fue a Colombia para formar parte del Deportes Tolima. En 1982 regresó a Paraguay para integrarse a las filas del Cerro Porteño. En 1983 se pasó al Sportivo San Lorenzo. En ese año se fue a México para jugar en el Cruz Azul. En ese mismo año se fue a Bolivia para sumarse al The Strongest, en donde jugó hasta 1985. En ese año regresó a Paraguay para volver a jugar en el Sportivo San Lorenzo, hasta que ese año regresó a México para jugar en el Irapuato hasta el año 1988, año en el que se retiró definitivamente del fútbol profesional.

## Clubes
| Club                 | País     | Año       |
| -------------------- | -------- | --------- |
| Sportivo Luqueño     | Paraguay | 1975-1977 |
| AD Almería           | España   | 1977-1980 |
| Deportes Tolima      | Colombia | 1981      |
| Cerro Porteño        | Paraguay | 1982      |
| Sportivo San Lorenzo | Paraguay | 1983      |
| Cruz Azul            | México   | 1983      |
| The Strongest        | Bolivia  | 1983-1985 |
| Sportivo San Lorenzo | Paraguay | 1985      |
| Irapuato             | México   | 1985-1988 |